# 東雲太郎
東雲 太郎（しののめ たろう）は、日本の漫画家。同人活動も行っている。
1990年代後半から成人向け漫画雑誌を中心に活動。2003年に『BK.ブレイド』（富士見書房『月刊ドラゴンエイジ』）より、一般漫画誌でもデビューを果たす。
2005年に、2ちゃんねるのエロ漫画小説スレッド内で行われた「エロマンガ大賞2005」で『Swing Out Sisters』が1位を獲得するなど、注目を集める。成人向け漫画では、もっぱらショートヘアの少女を描くことが多い。

## 作品リスト

### 単行本
一般向け作品
- 『バタフライ キス Butterfly Kiss. BLADE』 （2009年3月9日〈2009年3月5日発売[1]〉、富士見書房〈ドラゴンコミックスエイジ〉）、ISBN 978-4-04-712595-7
雑誌連載時タイトル：『BK.ブレイド』
- 『キミキス -various heroines-』 （2006年 - 2008年、原作：エンターブレイン、白泉社〈ジェッツコミックス〉、全5巻）
- 『アマガミ precious diary』 （2009年 - 2012年、原作：エンターブレイン、白泉社〈ジェッツコミックス〉、全5巻）
- 『あねくらべ』（白泉社〈ジェッツコミックス〉、全2巻）
  1. 2015年2月27日発売[2]、ISBN 978-4-592-14024-5
  2. 2015年11月27日発売[3]、ISBN 978-4-592-14025-2
- 『クソゲー・オンライン（仮）』 （原作：つちせ八十八、キャラクター原案：にろ、白泉社〈ヤングアニマルコミックス〉、全3巻）
  1. 2017年3月29日発売[4]、ISBN 978-4-592-14716-9
  2. 2017年9月29日発売[5]、ISBN 978-4-592-14717-6
  3. 2018年2月28日発売[6]、ISBN 978-4-592-14874-6
- 『Sランクモンスターの《ベヒーモス》だけど、猫と間違われてエルフ娘の騎士として暮らしてます』 （2018年 - 、原作：銀翼のぞみ、キャラクター原案：夜ノみつき、白泉社〈ヤングアニマルコミックス〉、既刊13巻）

成人向け作品
- 『La femme』 （1998年11月1日、ヒット出版社〈セラフィンコミックス〉）、ISBN 978-4-89465-055-8
  - 『La femme 再刊行版』 （2007年5月24日、ヒット出版社〈セラフィンコミックス〉）、ISBN 978-4-89465-357-3
- 『半熟短髪娘』 （2000年6月30日、ヒット出版社〈セラフィンコミックス〉）、ISBN 978-4-89465-123-4
- 『Swing Out Sisters』 （2005年8月15日発売[7]、茜新社〈TENMA COMICS〉）、ISBN 978-4-87182-779-9
  - Swing out Sisters プレミアムパッケージ - OVA同梱版、2011年11月25日発売[8]

Blu-ray版：ISBN 978-4-86349-242-4、DVD版：ISBN 978-4-86349-255-4
  - Swing out Sisters Blu-ray&DVD80分完全版、2014年1月30日発売[9]
- 『姉として!』 （2010年10月22日発行[10]、茜新社〈TENMACOMICS RIN〉）、ISBN 978-4-86349-181-6
- 『包柔温室 オーディオドラマDVD付き』 （2013年7月発売、富士美出版〈富士美コミックス〉）、ISBN 978-4-79950-221-1

### ゲーム原画
- 『ヒメと魔神と恋するたましぃ』 （2010年5月28日発売[11]、オレンジペコ） - 「仲條紗穂（なかじょう さほ）」担当

### イラスト
- 『クソゲー・オンライン（仮）』 （作画・にろとの共作、原作：つちせ八十八、KADOKAWA〈MF文庫J〉、全3巻）
  1. 2016年6月24日発売[12]、ISBN 978-4-04-068314-0
  2. 2016年10月25日発売[13]、ISBN 978-4-04-068677-6
  3. 2017年3月25日発売[14]、ISBN 978-4-04-069075-9